# Meleg-víz
Meleg-víz är ett vattendrag i Ungern.   Det ligger i provinsen Veszprém, i den västra delen av landet, 150 km väster om huvudstaden Budapest.